# Jorge Bucay
Jorge Bucay (Buenos Aires, 30 de octubre de 1949) es un médico, psicodramaturgo, terapeuta gestáltico y escritor argentino. Nació en el barrio porteño de Floresta.[cita requerida]

## Biografía
Nació en Buenos Aires el 30 de octubre de 1949. Sus cuatro abuelos eran inmigrantes sirios de Damasco, siendo tres de ellos judíos y uno cristiano. Realizó su formación académica en la Universidad de Buenos Aires. Se graduó como médico en 1973 y se especializó en enfermedades mentales en el servicio de interconsulta del hospital del Carmen de la ciudad de California y en la clínica Santa Mónica de la Provincia de Buenos Aires.[cita requerida] Comenzó su carrera de psicoterapeuta en el equipo de interconsulta del Colegio Pirovano. Luego, se formó como psicoterapeuta Gestáltico en Argentina y Estados Unidos, asistiendo a cursos, seminarios y congresos en Argentina, Estados Unidos, España e Italia.[cita requerida] Integró la Delegación Argentina que participó del Congreso Gestáltico Internacional de 1997, realizado en Cleveland, Estados Unidos.[cita requerida]
En los años 60 conoció a su esposa Perla con quien se casó en 1973. La pareja tuvo dos hijos: Claudia y Demián. Demián Bucay sigue los pasos de su padre con una trayectoria muy similar: es terapeuta, conferencista y autor.
Trabajó como supervisor didáctico y coordinador de laboratorios gestálticos, fue miembro de la Asociación Americana de Terapia Gestáltica y coordinador de grupos terapéuticos y docentes en Granada, España y en México.[cita requerida] Se destacó sobre todo por su presencia en numerosos medios de comunicación como colaborador e incluso como conductor de su propio programa televisivo.
Se define como "ayudador profesional" ya que, según él, mediante sus conferencias y sus libros procura ofrecer herramientas terapéuticas, para que cada quien sea capaz de sanarse a sí mismo.

«Yo también necesitaba definirme; para no ser discriminado, no era lo que eran los demás pero ¿Qué era? Así que tuve que buscar una nueva manera de definirme. Y la encontré: ayudante profesional. Lo de ayudante por la ayuda, y lo de profesional porque estoy entrenado para el trabajo, y cobro por hacerlo». Jorge Bucay

Los libros de Jorge Bucay se consideran parte de la literatura debido a que, aunque su enfoque principal es el desarrollo personal y la psicoterapia, sus obras están escritas de manera narrativa y literaria. Bucay utiliza la ficción, los cuentos y las metáforas para transmitir sus enseñanzas, lo que le otorga un carácter literario a su obra.
Además, la forma en que Bucay combina la narrativa con las enseñanzas de psicología y filosofía demuestra un manejo hábil del lenguaje y una capacidad para transmitir mensajes complejos de manera accesible y atractiva para los lectores. Esta combinación de elementos literarios y reflexiones profundas sobre la condición humana sitúa sus obras dentro del ámbito de la literatura contemporánea.
Considera que la recuperación de los cuentos como forma de comunicación se inscribe en un movimiento de rescate de los valores tradicionales;[cita requerida] y que la sociedad es culpable de los problemas del individuo sólo hasta que éste se vuelve adulto.

«Yo trabajo sobre la idea aduéñate de tu vida, lo que tienes es tu responsabilidad. Creo que el mundo no es un lugar para competir, sino para compartir, y una condición necesaria es mirarse a uno mismo». Jorge Bucay

Las obras de Jorge Bucay se han convertido en best sellers en España y en muchos países de habla hispana, como Venezuela, México, Uruguay, Costa Rica. Además, han sido traducidas a una veintena de idiomas. Algunas de las más relevantes son Cartas para Claudia, Déjame que te cuente, Cuentos para pensar, Amarse con los ojos abiertos y la novela El candidato, premiada en Torrevieja en el 2006. Bucay, asimismo, ha escrito una serie de libros que él denomina “Hojas de ruta”: El camino de la autodependencia, El camino del encuentro, El camino de las lágrimas y El camino de la felicidad.
El valor de la obra literaria de Bucay es un tema discutido. Algunos críticos literarios, como Osvaldo Quiroga, consideran al autor como mediocre y elemental. Otros sintetizan el estilo de Bucay remarcando su lenguaje coloquial comprensible y ligero, que intentaría llevar al lector a encontrar respuestas sobre el comportamiento y el razonamiento humano y ampliar los "horizontes del pensamiento" para lograr entender mejor la vida misma, cambiar la apreciación de las cosas y en consecuencia ir modificando su propia vida para lograr vivir en paz y con felicidad.[cita requerida]
Sobre su método para escribir, el autor ha declarado:

«Yo aggiorno y modifico. No soy el gran pensador o sabio que se quiere hacer de mí». Jorge Bucay

## Acusación
Tras publicar su libro Shimriti en 2003, Bucay fue acusado de plagio, diciéndose que éste contenía unas 60 páginas copiadas casi textualmente de la obra La sabiduría recobrada de la española Mónica Cavallé, publicada en 2002. Según el propio autor, el asunto sería un error involuntario, en el que se incluyeron textos de la autora española sin la correspondiente mención de su fuente. Además, Bucay asegura que no se trata de 60 páginas sino de 7 párrafos, proponiendo como prueba los propios textos. Por pedido del propio autor, en la reedición de Shimriti se citó la obra de Mónica Cavallé correctamente.
Hasta el día de hoy Bucay sostiene que la repercusión mediática que tuvo el caso es solo una campaña de desprestigio. Mónica Cavallé afirmó que el autor argentino se disculpó con ella y que desistió de iniciar acciones judiciales.

## Obras
- Dos números menos
- La isla de las emociones[15]
- Cartas para Claudia (1986)
- Recuentos para Demián (1991)
- Cuentos para pensar (1997)
- De la autoestima al egoísmo (1999)
- El cochero: Un libro en vivo... (2000)
- El camino de la autodependencia (2000)
- 20 pasos hacia adelante (2000)
- El camino del encuentro (2001)
- El camino de las lágrimas (2001)
- El camino de la felicidad (2002)
- Shimriti. De la ignorancia a la sabiduría (2003). Luego, el libro se reeditó con el nombre El camino de Shimriti.
- Déjame que te cuente (2005)
- Cuenta conmigo (2005)
- El mito de la diosa Fortuna (2006)
- El candidato (2006). Novela ganadora del Premio de Novela Ciudad de Torrevieja
- La ciudad de los pozos
- Las 3 preguntas. ¿Quién soy? ¿Adónde voy? ¿Con quién? (2008)
- El elefante encadenado (2008), con ilustraciones de Gusti
- Llegar a la cima y seguir subiendo. Claves para un camino espiritual (2010)
- El temido enemigo (2012), con ilustraciones de Gusti
- Un cuento triste no tan triste (2014)
- Rumbo a una vida mejor (septiembre 2014)
- Comienza siempre de nuevo (2016)
- Hoy comienza el resto de tu vida
- Quiero (Reflexiones sobre un poema)
- Cuentos Clásicos para conocerte mejor
- El cuento favorito de Dios

### Obras en colaboración
- Amarse con los ojos abiertos (2000), con Silvia Salinas
- Seguir sin ti (2009), con Silvia Salinas
- El cochero (con Marcos Aguinis)
- El buscador (2016)

### Audiolibros
- El juego de los cuentos
- El juego de los 20 pasos

### Colaboraciones
- Todo (no) terminó, de Silvia Salinas, con prólogo y cuento de Jorge Bucay